# 이후삼
이후삼(李厚三, 1969년 9월 18일~)은 대한민국의 정치인으로, 제20대 국회의원이다.
충북 단양 출신으로, 2016년 대한민국 제20대 국회의원 선거(충청북도 제천시·단양군)에 출마, 낙선하였다. 2018년 6월 13일 제7회 전국동시지방선거와 함께 치러진 재보궐선거에 출마하여, 당선되었다.

## 학력
- 의림국민학교 졸업
- 제천중학교 졸업
- 제천고등학교 졸업
- 청주대학교 회계학 학사

## 경력
- 2002: 제16대 대통령 선거 새천년민주당 노무현 대통령 후보 선거대책본부 유세연수부장
- 2003~2004: 열린우리당 운영관리실 부장
- 2004~2006: 국회의원 이화영 의원실 보좌관
- 2007: 참여정부 평가포럼 운영팀장
- 2008: 안희정 민주당 최고위원 후보 선거대책본부 조직팀장
- 2008~2010: 더좋은민주의연구소 기획팀장
- 2010.05~2010.06: 제5회 전국동시지방선거 민주당 안희정 충청남도지사 후보 선거대책본부 상황실장
- 2010~2014: 더좋은민주주의연구소 사무국장
- 2014.05~2014.06: 제6회 전국동시지방선거 새정치민주연합 안희정 충청남도지사 후보 선거대책본부 상황실장
- 2014.07~2015.06: 안희정 충청남도지사 정무비서관
- 2015: 메디피스 전문위원
- 2015~2018: 사람사는세상 노무현재단 기획위원
- 2015~2016: 안희정 충청남도지사 정책특별보좌관
- 2015.08~2015.12: 새정치민주연합 중앙위원회 위원
- 2015.08~2015.12: 새정치민주연합 정책위원회 부의장
- 2015.12~2016.05: 더불어민주당 정책위원회 부의장
- 2016.07~2021.02: 더불어민주당 충청북도당 제천시·단양군 지역위원회 위원장
- 2016.08~2017.08: 더불어민주당 중앙당 전략기획위원회 부위원장
- 2017.04~2017.05: 제19대 대통령 선거 더불어민주당 문재인 대통령 후보 정무특보
- 2017.08~2017.12: 더불어민주당 정당발전위원회 위원
- 2018.03~2018.05: 더불어민주당 충청북도당 공직선거후보자추천관리위원장
- 2018.06~2020.05 : 제20대 국회의원(충북 제천시·단양군, 더불어민주당, 초선)
  - 2018.07~2020.05: 제20대 국회 후반기 국토교통위원회 위원
  - 2018.08~2020.05: 제20대 국회 후반기 공직자윤리위원회 위원
  - 2019.08~2020.05: 제20대 국회 후반기 예산결산특별위원회 위원
- 2018.10~2020.05: 더불어민주당 지방혁신균형발전추진단 위원
- 2018.10~2020.05: 더불어민주당 정책위원회 상임부의장
- 2018.12~2020.05: 더불어민주당 당현대화추진특별위원회 위원
- 2019.03~2020.05: 더불어민주당 미세먼지대책특별위원회 위원
- 2021.02~2024.02: 공항철도 주식회사 대표
- 2024.09~: 법무법인 린 GR팀 고문
- 2025.08~: 국무총리비서실 정무실장

## 범죄전력

### 이적단체 활동
1991년 6월 12일 충청북도경찰청 대공과는 청주대학교 내에 '자주대오'라는 민족해방민중민주주의 계열의 지하 이적단체를 구성해 체제를 전복하고 민중정부 수립을 꾀한 혐의로 청주대학교 회계학과 4학년 이후삼을 수배했다.
1991년 8월 22일 오전 9시 5분 경 경찰은 이후삼을 체포했다.
1992년 6월 19일 업무방해, 폭력행위등처벌에관한법률위반, 집회및시위에관한법률위반, 화염병사용등의처벌에관한법률위반, 도로교통법위반, 국가보안법위반(기타) 혐의로 징역 2년 6월, 자격정지 1년을 선고받았으며 1993년 3월 6일 특별사면복권되었다.

### 음주운전
2003년 2월 4일 음주운전 단속에 적발되었다.
2003년 4월 1일 도로교통법위반(음주운전) 혐의로 벌금 100만원을 선고받았다.

### 음주운전 적발 다음 날 음주운전
2003년 2월 5일 전날 이미 음주운전이 적발되었음에도 불구하고 술이 덜 깬 상태에서 다시 음주운전을 하다 재차 적발되었다.
2003년 4월 22일 도로교통법위반(음주운전) 혐의로 벌금 100만원을 선고받았다.

## 역대 선거 결과
|  | 32.91% |

|  | 47.74% |

|  | 44.60% |

## 소속 정당
| 소속 정당 | 소속 정당      | 소속 기간 | 비고      |
| --------- | -------------- | --------- | --------- |
|           | 새천년민주당   | 2002~2003 | 정계 입문 |
|           | 무소속         | 2003      | 탈당      |
|           | 열린우리당     | 2003~2007 | 창당      |
|           | 대통합민주신당 | 2007~2008 | 합당      |
|           | 통합민주당     | 2008      | 합당      |
|           | 민주당         | 2008~2010 | 당명 변경 |
|           | 민주통합당     | 2011~2013 | 합당      |
|           | 민주당         | 2013~2014 | 당명 변경 |
|           | 새정치민주연합 | 2014      | 합당      |
|           | 무소속         | 2014~2015 | 탈당      |
|           | 새정치민주연합 | 2015      | 복당      |
|           | 더불어민주당   | 2015~2021 | 당명 변경 |
|           | 무소속         | 2021~2024 | 탈당      |
|           | 더불어민주당   | 2024~현재 | 복당      |

## 같이 보기
- 제천시·단양군
- 제천시의 국회의원
- 단양군의 국회의원